# Venstre-Filmen
Venstre-Filmen er en 35 minutter lang dansk dokumentarisk optagelse fra 1937.

## Handling
En kompilationsfilm om Venstres politiske arbejde. Filmen er opdelt i tre afdelinger af fragmentarisk art:
1. Optagelser fra Venstres landsmøde i Odense 1937, hvor 600 tillidsmænd fra nær og fjern samles. Forud for landsmødet samles repræsentantskabet til møde, hvor der aflægges beretning og regnskab. Et kig ind i venstres sekretariat, der er bindeled mellem Venstres presse, organisationer og rigsdagsparti. Sekretariatets arbejde består bl.a. i at varetage landsorganisationens økonomi, rundsende politiske artikler til Venstres blade, redigere Venstres årbog, udgive pjecer og planlægge agitationsarbejdet sammen med organisationerne. Afslutningsvis billeder fra diverse møder og fra Venstres grundlovsfest i Almindingen på Bornholm.
2. Et nyt led i Venstres arbejde er Venstreklubben for Slagelse og omegn. Klubben stiller en række faciliteter til rådighed bl.a. et læseværelse, en restaurant, en spisetue og et lokale til bestyrelsesmøder og studiekredse. Faciliteterne bliver flittigt bliver brugt af klubbens medlemmer.
3. Et besøg på Sorø Amtstidende, der er et af Venstres dagblade. Optagelser fra ekspeditionen, bogholderiet og de tekniske afdelinger herunder pressefotografens mørkekammer og trykkeriet med de store sættemaskiner. På samme maskiner trykkes Venstres ugeblad ”Dansk politik”. Afslutningsvis optagelser fra Venstres agitationsuge 1.-8. februar. To repræsentanter fra partiet forsøger ved personlig agitation at hverve en landmand som nyt medlem.[1]